# 沐浴之王
《沐浴之王》（英語：Bath Buddy）是一部由易小星执导，彭昱畅和乔杉主演的中国喜剧电影，2020年12月11日上映。

## 剧情
富二代肖翔因一次跳伞事故被送到医院并失忆，恰巧被仇家周东海撞见。周就骗肖是其弟弟，肖被带回周家澡堂当上了一名搓澡工。

## 角色
| 演員   | 角色   | 介紹                                               |
| 彭昱畅 | 肖翔   | 失忆富二代                                         |
| 乔杉   | 周东海 | 澡堂老板，搓澡工，也是第一届搓澡技能大赛的冠军得主 |
| 卜冠今 | 周希希 | 周东海妹妹，追星女                                 |
| 金世佳 | 钟少初 | 肖翔表哥，意图谋夺肖翔家产                         |
| 苇青   | 王素芬 | 周东海奶奶，阿尔兹海默症患者                       |
| 洪剑涛 | 王叔   | 肖翔助理                                           |
| 张本煜 | 河正焕 | 肌肉男                                             |

## 制作
改编自韩网人气漫画《沐浴之神》，故事内容进行了相当多部分的修改，2019年在无锡取景拍摄。

## 歌曲
- 《搓搓》：南征北战NZBZ创作演唱的概念主题曲
- 《洗澡恰恰》：辣目洋子演唱的欢乐推广曲
- 《笨小孩》：片中两位主角经常演唱的歌曲，原唱刘德华

## 发行
中国大陆票房为4.04亿人民币。